# Llista de rius dels Ports
Llista de rius, rambles i barrancs a la comarca dels Ports, al País Valencià.
| Nom              | Tipus   | Conca             | Superfície conca | Longitud | Cabal     | Naixement                              | Naixement                                              | Desembocadura                          | Desembocadura                                          | Foto |
| Nom              | Tipus   | Conca             | Superfície conca | Longitud | Cabal     | Lloc                                   | Coord.                                                 | Lloc                                   | Coord.                                                 | Foto |
| ---------------- | ------- | ----------------- | ---------------- | -------- | --------- | -------------------------------------- | ------------------------------------------------------ | -------------------------------------- | ------------------------------------------------------ | ---- |
| Bergantes        | riu     | riu Ebre          | n/d              | 61 km    | n/d       | el Muixacre (Morella)                  | 40° 32′ 02″ N, 0° 03′ 32″ O / 40.533987°N,0.058799°O   | riu Guadalop (Aiguaviva del Bergantes) | 40° 52′ 01″ N, 0° 12′ 47″ O / 40.867020°N,0.213128°O   |      |
| la Mala Entrada  | barranc | riu Ebre          | n/d              | n/d      | n/d       | Serra de la Menadella (Sorita)         | 40° 42′ 32″ N, 0° 13′ 52″ O / 40.7088381°N,0.2310325°O | riu Bergantes (Sorita)                 | 40° 44′ 25″ N, 0° 10′ 25″ O / 40.7403305°N,0.1736692°O |      |
| Xiva             | riu     | riu Ebre          | n/d              | n/d      | n/d       | Xiva (Morella)                         | 40° 39′ 19″ N, 0° 07′ 57″ O / 40.655374°N,0.132472°O   | riu Bergantes (Forcall)                | 40° 40′ 10″ N, 0° 11′ 34″ O / 40.6693512°N,0.1927988°O |      |
| Cantavella       | riu     | riu Ebre          | n/d              | 32 km    | n/d       | Cantavella                             | 40° 31′ 03″ N, 0° 27′ 28″ O / 40.517414°N,0.457641°O   | riu Bergantes (Forcall)                | 40° 39′ 00″ N, 0° 11′ 32″ O / 40.650032°N,0.192298°O   |      |
| la Cuba          | riu     | riu Ebre          | n/d              | n/d      | n/d       | Serra del Bovalar (Portell de Morella) | 40° 31′ 55″ N, 0° 17′ 49″ O / 40.531948°N,0.296836°O   | riu Cantavella (la Mata de Morella)    | 40° 36′ 51″ N, 0° 17′ 02″ O / 40.6142716°N,0.2837714°O |      |
| Calders          | riu     | riu Ebre          | n/d              | 25 km    | n/d       | Sant Pere del Moll (Morella)           | 40° 34′ 58″ N, 0° 03′ 11″ O / 40.5827905°N,0.0529918°O | riu Bergantes (Forcall)                | 40° 39′ 00″ N, 0° 11′ 32″ O / 40.650032°N,0.192298°O   |      |
| Sellumbres       | rambla  | riu Ebre          | n/d              | 58 km    | n/d       | Serra de Gúdar (Mosquerola)            | 40° 24′ 42″ N, 0° 24′ 52″ O / 40.41172°N,0.41444°O     | riu Calders (Cinctorres)               | 40° 34′ 55″ N, 0° 10′ 53″ O / 40.58181°N,0.18131°O     |      |
| la Canada d'Ares | rambla  | riu Ebre          | n/d              | n/d      | n/d       | Vilafranca                             | 40° 27′ 27″ N, 0° 12′ 32″ O / 40.457499°N,0.208905°O   | rambla de Sellumbres (Morella)         | 40° 33′ 37″ N, 0° 11′ 09″ O / 40.5603286°N,0.1857432°O |      |
| Cervol           | riu     |                   | 343 km2          | 59 km    | 0,43 m³/s | Serra del Turmell (Morella)            | 40° 38′ 18″ N, 0° 02′ 21″ O / 40.638371°N,0.039185°O   | Mar Mediterrània (Vinaròs)             | 40° 28′ 29″ N, 0° 29′ 01″ E / 40.474639°N,0.483682°E   |      |
| la Gatellera     | barranc | riu Cervol        | n/d              | n/d      | n/d       | Muntanyes de Benifassà (Vallibona)     | 40° 38′ 30″ N, 0° 04′ 52″ E / 40.6415919°N,0.0809891°E | riu Cervol (Vallibona)                 | 40° 36′ 06″ N, 0° 02′ 55″ E / 40.6017201°N,0.0485556°E |      |
| Cervera          | rambla  |                   | n/d              | 50 km    | n/d       | Serra de Vallivana (Morella)           | 40° 30′ 40″ N, 0° 02′ 33″ E / 40.510995°N,0.042637°E   | Mar Mediterrània (Benicarló)           | 40° 25′ 09″ N, 0° 26′ 13″ E / 40.419118°N,0.436998°E   |      |
| Salvassòria      | barranc | rambla de Cervera | n/d              | n/d      | n/d       | el Muixacre (Morella)                  | 40° 31′ 16″ N, 0° 04′ 00″ O / 40.5210099°N,0.0665562°O | rambla de Cervera (Catí)               | 40° 30′ 40″ N, 0° 02′ 33″ E / 40.511001°N,0.042592°E   |      |
| Gibalcolla       | barranc | rambla de Cervera | n/d              | n/d      | n/d       | Serra de la Nevera (Morella)           | 40° 27′ 30″ N, 0° 03′ 11″ O / 40.4582765°N,0.0530469°O | barranc de Salvassòria (Morella)       | 40° 30′ 40″ N, 0° 02′ 33″ E / 40.511001°N,0.042592°E   |      |